# La Regenta
La Regenta és la primera novel·la de Leopoldo Alas «Clarín», publicada en dos volums el 1884 i 1885, i explica la història d'Ana Ozores i la seva relació amorosa amb el capellà de Vetusta (una al·legoria d'Oviedo) i com topen amb les convencions de l'època. Un altre rival amorós, el típic Don Joan, entra en joc per complicar la trama.
En paraules de l'autor, «va ser escrita com articles aïllats» que «segons anava escrivint anava enviant a l'editor». Gran part de la crítica l'ha considerat l'obra mestra de Clarín i de la novel·la espanyola de segle xix, la segona de la literatura espanyola i un dels màxims exponents del naturalisme i del realisme progressista. Així mateix, la crítica ha vingut assenyalant, des del moment de la publicació, els vincles entre La Regenta i Madame Bovary (1857), de l'escriptor francès Gustave Flaubert.
L'autor critica la vida de província, que provoca un avorriment mortal en la protagonista i és la causa dels seus problemes sentimentals, en la línia d'altres obres de l'època com Madame Bovary (1857), Effi Briest (1895) o Anna Karènina (1877). L'heroïna busca un amor romàntic, ben allunyat del que li pot oferir el seu marit, un burgès sense passió. Les alternatives entre la seducció i l'enteniment personal però pecaminós acaben amb la pau del poble. Destaquen les descripcions del paisatge i dels sentiments dels personatges. La narració és en tercera persona omniscient i l'estructura avança linealment.
La novel·la només va poder ser publicada a Barcelona (Daniel Cortezo i Cia.), ja que va constituir un veritable escàndol en el seu moment, sobre tot a Oviedo; el bisbe de la ciutat publicar contra ell una pastoral que va merèixer una rèplica de Clarín.
En el seu argument es va basar la versió cinematogràfica homònima de 1974 dirigida per Gonzalo Suárez i protagonitzada per Emma Penella. Posterior és la sèrie per a televisió de Fernando Méndez-Leite amb Aitana Sánchez-Gijón i Carmelo Gómez.

## Gènere
Tradicionalment s'ha descrit la novel·la al gènere naturalista, però no s'adequa plenament al cànon d'aquest corrent. Comparada amb l'obra d'Émile Zola o de Guy de Maupassant, es troben a faltar alguns aspectes que caracteritzen el naturalisme ortodox. Entre ells destaca el trencament del dogma de la total objectivitat, tot i que l'autor s'esforça a romandre ocult en ocasions en que, potser obeint a un impuls irresistible, la veu del narrador es dirigeix directament al lector.
En el seu article «Del naturalisme», aparegut a La Diana el 1882, Clarín fa una defensa moderada i eclèctica de l'obra d'Émile Zola, negant les bases científiques del nou moviment (el positivisme) i fent elogi dels sentiments. En altres articles, Clarín centra la seva visió del naturalisme en el determinisme:
| « | (...) aquest determinisme obliga l'autor a renunciar a la presentació de tipus i tractar amb caràcters humans, envoltant-los d'un món tan real com ells, perquè estiguin influenciats com en la vida i perquè el natural desenvolupament de l'acció pugui transcórrer, segons el que Taine deia «la logique du milieu». | » |

A La Regenta, el determinisme ve marcat per la pressió de la ciutat sobre els personatges principals. D'aquesta manera, l'obra de Clarín significa una aplicació estricta del naturalisme en la narrativa. Les excepcions teòriques que el mateix Clarín fa (referents a un cert espiritualisme que, al mateix temps, es critica) es troben en els seus escrits teòrics. La Regenta és una aplicació racional i conscient d'aquestes concepcions que suposen al seu torn una anàlisi racional de la realitat. Clarín és més naturalista del que creia.

## Argument
En una ciutat de províncies, Vetusta, viu Ana Ozores, de família noble vinguda a menys, casada amb don Víctor Quintanar, regent de l'Audiència, del qual li ve l'apel·latiu de «la Regenta». Ana es va casar amb don Víctor en un matrimoni de conveniència. Bastant més jove que el seu marit, a qui l'uneix més un sentiment d'amistat i agraïment que d'amor conjugal, la seva vida transcorre entre la solitud i l'avorriment. És una dona retreta, frustrada per no ser mare i que anhela alguna cosa millor i desconeguda.
L'autor se serveix de la ciutat de Vetusta com a símbol de la vulgaritat, la incultura i el fariseisme. Ana Ozores és un personatge afligit d'aquella patologia de l'esperit que es va conèixer com a bovarisme. Des d'un altre punt de vista, Ana encarna la idealitat torturada que pereix progressivament davant d'una societat hipòcrita. Amb aquestes forces en tensió, l'escriptor va construir un al·legat cruel i inclement de la vida provinciana espanyola, cenyida a les seves classes dirigents, en temps de la Restauració de finals del segle xix.

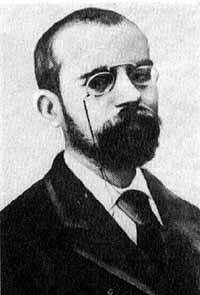
Leopoldo Alas «Clarín», autor de la novel·la
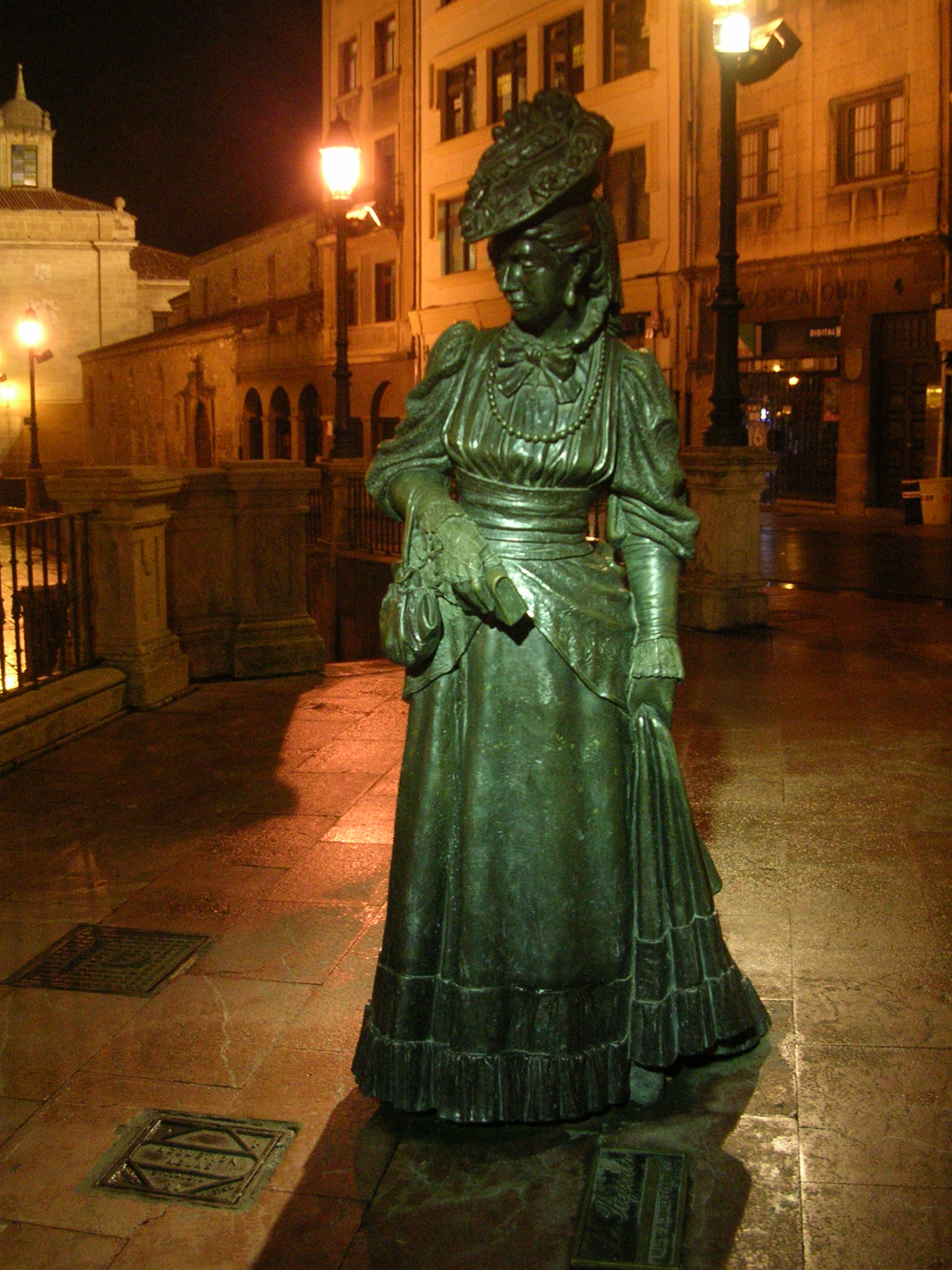
Escultura dedicada a La Regenta a la plaça de la Catedral d'Oviedo que representa a Ana Ozores
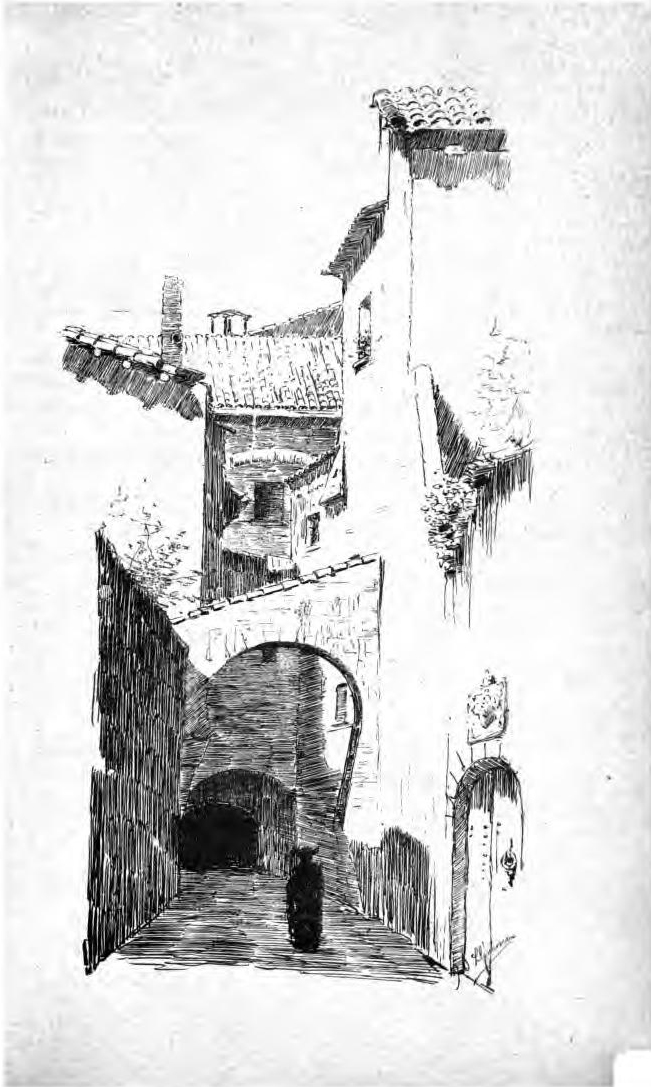
Carrer de Vetusta. Il·lustració de Joan Llimona i Bruguera per a la primera edició de La Regenta
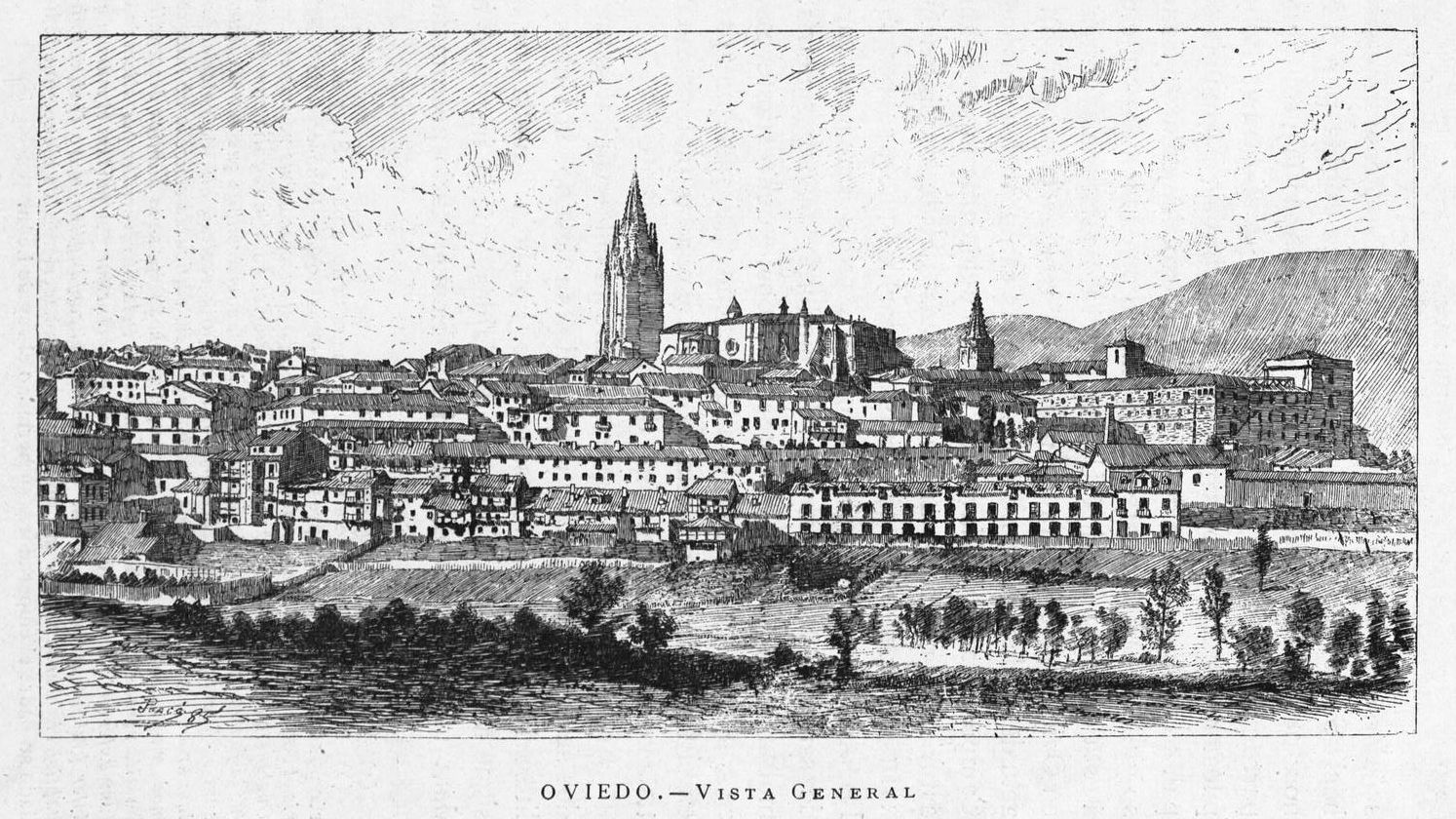
Vista general d'Oviedo. Dibuix de Josep Pascó i Mensa, 1885

La Regenta és, sens dubte, l'obra mestra de Clarín i una de les novel·les més importants de la literatura espanyola. S'hi retrata en tota la seva complexitat una ciutat de províncies, Vetusta (nom darrere del qual s'amaga Oviedo), en la qual està representada la societat espanyola de la Restauració. Clarín sotmet a una irònica crítica a tots els estaments de la ciutat: l'aristocràcia decadent, el clergat corrupte, les dames hipòcrites, els partits polítics. Tot això conforma una atmosfera social asfixiant i opressiva, amb la qual xoca la protagonista, Ana Ozores. El seu temperament sensible i somiador la porta a refugiar-se al misticisme; però el seu confessor, el canonge Fermín de Pas, la decep quan intenta aprofitar-se'n. Cau llavors en braços d'Álvaro Mesía, un mediocre don Joan, amb el qual viurà una relació amorosa que no resultarà ser més que un succedani dels seus ideals romàntics. En l'enfrontament entre Anna i Vetusta, la primera acabarà sent vençuda, i, en conseqüència, marginada. La importància de la pressió ambiental i social, sobre la protagonista, apropa la novel·la a les teories del naturalisme.

### Estructura de la novel·la
La Regenta presenta una estructura en un començament molt irregular i complexa in medias res i s'estructura en dues parts, que corresponen a un desigual període. Cada capítol gaudeix d'unitat i d'autonomia dins d'un conjunt perfectament acoblat. No obstant això, aquesta perfecta organització interna no és fruit d'una lenta elaboració, sinó d'un agitat i rapidíssim procés d'escriptura, en el qual l'escriptor s'oblidava de vegades «fins i tot dels noms d'alguns personatges», segons va confessar ell mateix.
- Primera part: els quinze primers capítols de la novel·la es desenvolupen durant tres dies; en ells es presenten els personatges, s'expliquen i narren els seus antecedents i es descriu Vetusta. Aquesta primera part presenta un tipus de narració similar al quadre de costums:[4] la sagristia, el Cercle cultural, la mansió dels Vegallana, la llar dels Ozores, el Bisbat, la casa del Magistral, etc.

- Segona part: els quinze últims capítols finals de l'obra comprenen tres anys de la història i en ells té lloc veritablement el desenvolupament de la trama narrativa.

## Personatges
Com a quadre de costums, a La Regenta apareixen més de cent personatges. En el moment de l'aparició de l'obra, per a molts d'Oviedo va suposar un entreteniment apassionant la identificació del seu entorn proper amb els personatges creats per Clarín. Aquest, en un article publicat a El Imparcial en 1895, va reafirmar algunes d'aquestes suposicions:
| « | En ... La Regenta, hi ha un bisbe, Fortunato Camoirán, que segons l'opinió de certs crítics era «massa bo» i en opinió d'altres era un plagi de Benvingut, d'Els miserables. Res d'això. El meu bisbe era còpia ... de don Benito Sanz i Forés, bisbe del meu poble. | » |

El seu amic Adolfo Posada va ratificar les seves paraules. Mentre que els personatges principals (Ana Ozores i el Magistral) van ser creacions íntegres de Clarín,
| « | ... Hi ha, en efecte, en la novel·la ... nostre Oviedo geogràfic i moral; en segon lloc, el cor d'Oviedo amb que diàriament ensopegàvem. ... Clarín era al Casino contertulià de Ronsal o, millor, dels tres tipus reals que Ronsal sintetitza; era amic de Mesía l'elegant, Sierra al món ... i així mateix era passejant per Cimadevilla amb don Pompeyo, ateu titular de Vetusta, lector, segons deia, de Darwin. | » |

A causa de l'abundància de personatges, no es pot fer una anàlisi crítica de tots ells, però sí dels quatre al voltant dels quals gira la història principal:
- Ana Ozores
- Fermín de Pas, junt amb Petra
- Álvaro Mesía, junt amb Ana Ozores
- Víctor Quintanar, junt amb Ana Ozores

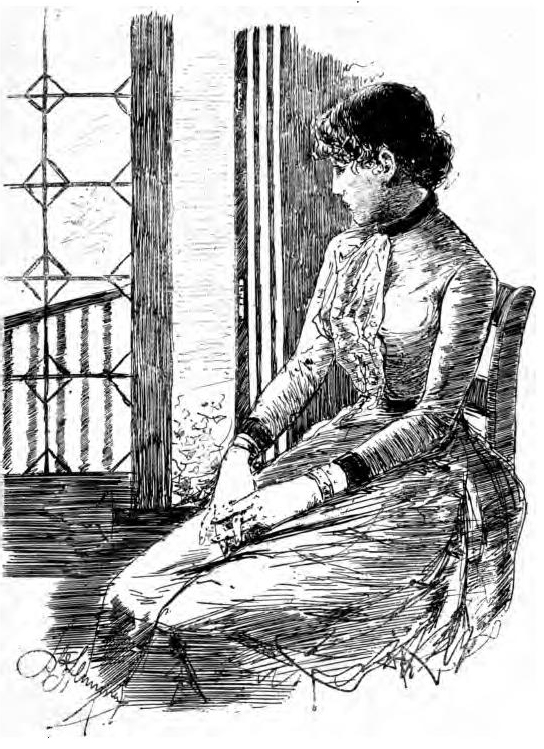
Ana Ozores
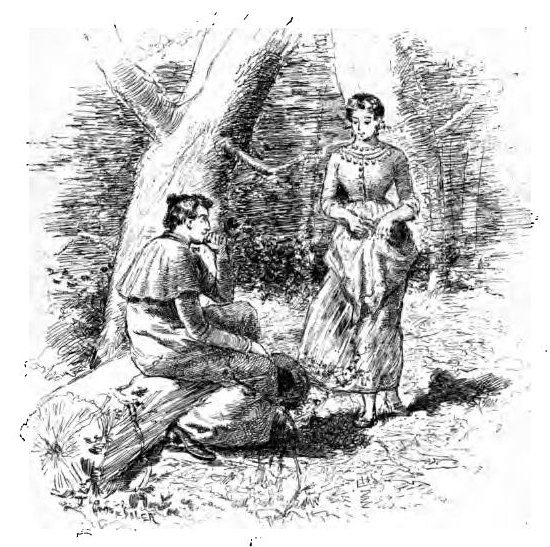
Fermín de Pas, junt amb Petra
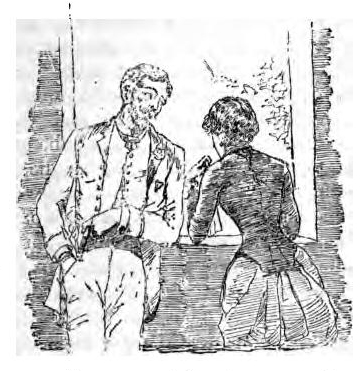
Álvaro Mesía, junt amb Ana Ozores
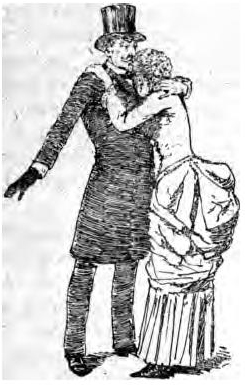
Víctor Quintanar, junt amb Ana Ozores

Ana és la protagonista titular de la narració. La seva funció en la novel·la és clara i consisteix en l'oscil·lació de l'un que passa a l'altre. S'estableix en aquest personatge la metamorfosi del caràcter, és a dir, que d'una posició inicial (el misticisme) passa a l'aparentment oposada (l'erotisme). Aquest erotisme, patent des de l'inici de la història, és una de les característiques principals de la novel·la, i una de les causes que resultés tan polèmica en el seu temps. Quant al seu caràcter, Ana és una dona que viu exaltada i presa de constants crisis nervioses producte dels seus records. L'enyorança de la mare i els intents per suplir la seva absència, la malícia i maltractaments de la seva institutriu i el seu amant, l'absència del pare, la solitud, l'educació despòtica a la qual va estar sotmesa; a més de les respostes que Ana elabora enfront de les dificultats que li posa la vida, és el que conforma els factors deterministes que configuren el seu caràcter vehement. S'entrega a les lectures de les Confessions de sant Agustí, sant Joan de la Creu, fra Luis de León, Chateaubriand i altres textos religiosos que enriqueixen la seva visió de món i la inciten a escriure, però la seva inquietud literària es veu frustrada pels convencionalismes ortodoxos del medi social, que veuen malament que una dona sigui escriptora. Sent frustració respecte de la maternitat i viu en la reclusió de la castedat (ja que el seu marit no aconsegueix veure-la com dona, sinó com una filla). Davant d'aquest panorama, Ana cerca en la religió un mitjà de purificació espiritual i de sublimitzar les seves necessitats sexuals i reproductives.
Segons Yvan Lissorgues, autor del pròleg de l'edició francesa, la paraula «regenta» estava ja en desús en l'època de publicació del llibre. «Regenta» era l'esposa del regent, és a dir, del president de Tribunal Regional. Aquest autor considera que, a l'escollir aquest títol, Clarín no només indica que Ana Ozores ha de ser el centre i la fi de la novel·la (indicació, d'altra banda, necessària, a causa de l'univers gairebé infinit de personatges i retrats que creuen la història), sinó també una crítica a una societat aristocràtica endarrerida, conservadora i beata. A l'escollir el tractament en comptes del propi nom de la protagonista, Clarín la exalça, la converteix des del principi en un ésser pur que lluita contra la roïna vila de Vetusta.
- Fermín de Pas

És el Magistral de la Catedral i provisor a la Diòcesi de Vetusta. La seva funció és dual i canviant, en una direcció passa de confessor a enamorat, i en l'altra de germà de l'ànima a marit veritable i acurat. La seva passió per Ana Ozores sembla poder redimir-lo; però, quan ella es lliura al seu rival, Álvaro de Mesía, la gelosia el porten a trair i ser el causant de la seva caiguda. Fermín és el revers de la moneda, l'equivalent masculí d'Ana, la qual cosa queda exposat per Clarín a través de les seves biografies paral·leles. També el Magistral va passar per períodes de gran religiositat i misticisme, però aquests van ser suprimits per l'ambició de la seva mare, qui el converteix en un home ambiciós i calculador. Físicament, el Magistral és alt, blanc de pell, vellut, és un home fornit per constitució i musculòs perquè, a més, fa gimnàstica amb peses de molts quilos. La seva cara és blanca, té els ulls verds i una mirada que poques dones es resisteixen. El seu nas és llarg, recte, «sobrat de carn cap a l'extrem», els seus llavis llargs i prims, i la barbeta tendent a pujar. El seu cabell és negre i abundant.
- Álvaro Mesía

Mesía és descrit pel narrador com un Margarida Gaultier masculí, un jove de bon veure amb una definida vocació de Don Joan, cap al qual Ana no és indiferent, i que representa una temptació a la qual està disposada a no sucumbir, o almenys a mantenir en un nivell purament platònic. Aquesta actitud d'Ana es posa de manifest mentre veu l'acte 4t de Don Juan Tenorio: «creia tenir valor per no lliurar mai el cos, aquell miserable cos que era propietat del senyor Víctor sense cap dubte». Mesía, com a part activa de la humiliació i destrucció d'Ana, representa el conjunt de Vetusta i és el seu braç executor. La dissolució de la veritat (castedat i fidelitat conjugal) d'Ana, la reducció de la diferència i l'homogeneïtzació en el vici, és la matèria de la novel·la de Clarín,
- Víctor Quintanar

Les relacions d'Ana Ozores amb el seu marit són imprescindibles per a forjar-se una idea de la biografia de la protagonista. Ana Ozores i el senyor Víctor Quintanar, exregent de Vetusta, formen un matrimoni que es redueix a un simple formalisme social. Viuen sota un mateix sostre, però dormen en habitacions separades. Clarín ens presenta Víctor com un personatge caricaturesc. Sol, i a la fi, quan s'enfronta a la mort, és el seu primer acte de consciència de la realitat, «Que amarga era la ironia de la sort!»

## Temes

### L'adulteri

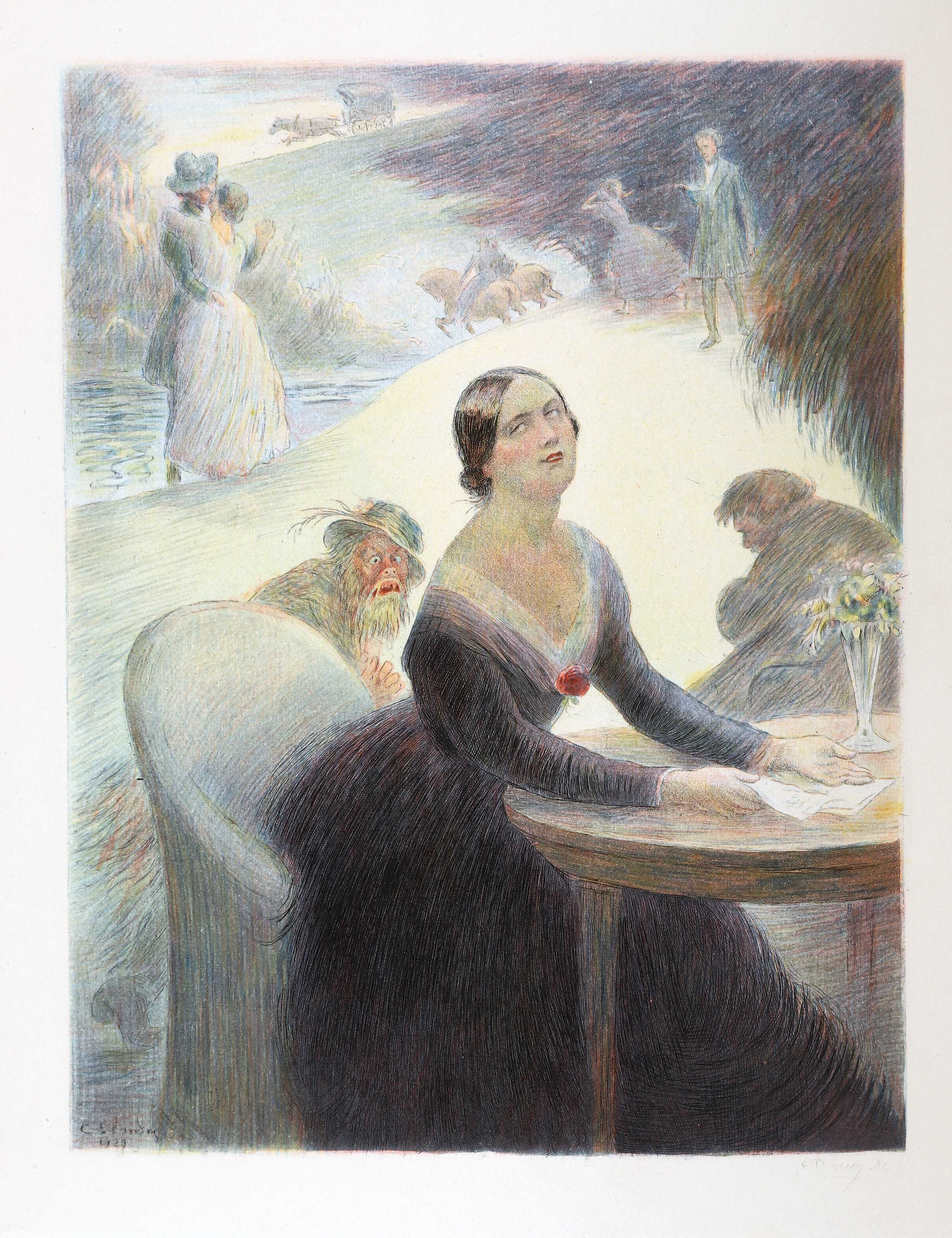
El personatge d'Emma Bovary al frontispici d'una edició francesa de 1931 de la novel·la Madame Bovary (1857), de Gustave Flaubert

Moltes de les grans novel·les de segle xix giren al voltant de la figura de la dona adúltera. En una època on la sensibilitat romàntica xocava amb una visió fonamentalment econòmica i reproductiva del matrimoni, i on les dones burgeses, mancades d'educació, ocupaven el seu temps llegint fulletons, autors com Tolstoi, Flaubert o Eça de Queiroz van retratar l'adulteri com un drama social, una conseqüència lògica de l'enfrontament entre els ideals romàntics en els quals s'educava a les noies i la dura realitat, el «tedi» de la vida quotidiana, tan allunyada de la literatura sentimental. En la novel·la Madame Bovary (1857), de Flaubert, Emma Bovary, l'adúltera per excel·lència, es planteja com un Quixot femení, perquè reflecteix la figura d'una dona addicta a les novel·les romàntiques d'amors desgraciats i passions captivadores que ha arribat a la bogeria d'amor a través de les fantasies novel·lesques.
Però a La Regenta, l'adulteri com a tal ocupa tot just els dos capítols finals, de manera que, més que una crítica a la moral burgesa, podria considerar-se aquesta novel·la com una metàfora de la revolta de l'individu contra el codi opressor, del conflicte entre la poesia del cor i la prosa oposada de les relacions socials i de l'atzar de les circumstàncies exteriors.

### La postura femenina
Al llarg de la seva obra literària, Clarín va evolucionar des d'una posició krausista, a favor de la instrucció de la dona (ideologia que es mostra a La Regenta), cap a la misogínia extrema, com es mostra en assajos com Psicologia del sexe (1884) o novel·les com Su único hijo (El seu únic fill, 1890). Clarament sorprèn el lector l'empatia amb la qual Leopoldo Alas retrata el seu protagonista, l'únic ser realment pur i innocent de la novel·la i, però, l'únic que rep càstig pels seus actes. En canvi, la crítica feminista que parteix de pressupostos humanistes i realistes ha destacat el caràcter estereotipat d'Ana Ozores. Si una lectura en clau postestructuralista, dominada pel relativisme i el subjectivisme, condueix lògicament cap a la individualització del personatge, una lectura en clau realista, assentada en el concepte del típic, del representatiu, acaba sense més remei en l'estereotip.
Schifter, per exemple, descriu a Ana Ozores com «arquetip tràgic femení» i Lisa Gerrard, que la veu com a símbol de la frustració femenina en una societat masclista, s'atura en les imatges dosificades que en ofereixen altres personatges de la novel·la. El seu pare, per exemple, la contempla «com si fos l'art», «com si no tingués sexe». Per les seves ties no és sinó un objecte en el mercat matrimonial a què cal engreixar perquè el guany sigui més gran. I la ciutat la considera per la seva bellesa, juntament amb la torre de la catedral i el passeig, com una de «les tres meravelles de la població».
Alguns autors suggereixen que l'Ana Ozores ofegada per la societat hipòcrita i falsa de Vetusta no és sinó una projecció del propi Clarín i la seva decepció per l'actitud dels seus contemporanis cap a l'art i la literatura. D'aquesta manera, la narració de les penúries d'Ana no és tant un al·legat feminista sinó una metàfora de la pròpia persecució de l'autor.

### L'educació
Entre els factors determinants de la conducta humana que el naturalisme empra per explicar el comportament dels seus personatges és el de l'educació el més destacat a La Regenta. Ara bé, si l'interès per l'educació és un dels postulats del naturalisme, no menys important va ser aquest tema entre els krausistes espanyols, els majors èxits dels quals es van aconseguir en aquest terreny. L'educació és, doncs, un territori en el qual es creuen els camins del krausisme i del naturalisme. La pedagogia krausista, encarnada en la Institución Libre de Enseñanza (Institució Lliure d'Ensenyament), va tractar d'oposar-se a l'educació clerical predominant. Davant d'un tipus d'educació que castraba les potencialitats de l'individu, dogmàtica, autoritària i tancada, els krausistes van oposar un tipus d'educació liberal, científica, pluralista i oberta, que permetés el desenvolupament dels potencials innats; una «educació integral», com ells mateixos van definir.
A La Regenta trobem, d'una banda, la influència de l'educació sobre el caràcter dels personatges, cosa que la situa dins el camp del naturalisme; d'altra banda, una crítica ferotge de l'educació clerical, que s'alinea amb les sorgides del camp krausista. En els capítols iv i v apareix el relat retrospectiu de la infància i primera joventut d'Ana Ozores. Clarín es val de la confessió general que Ana fa el Magistral per oferir-nos un retrat complet de la protagonista basant-se en l'explicació de la seva pròpia vida. El mètode d'associació d'idees emprat per Leopoldo Alas està d'acord amb el naturalisme estilístic. Al començament mateix, Ana estableix una comparació entre aquella nena que va ser i la dona que ha arribat a ser:
| « | Pensant la Regenta en aquella nena que havia estat ella, l'admirava i li semblava que la seva vida s'havia partit en dos, una era la d'aquell angelet que li semblava mort. La nena que saltava sobre el llit a les fosques era més enèrgica que aquesta Ana d'ara, tenia una força interior sorprenent per resistir sense humiliar-se a les exigències i les injustícies de les persones fredes, seques i capritxoses que la criaven. | » |

El paràgraf és expressiu del que l'educació ha fet d'aquella nena per convertir-la en la Regenta, en una cosa molt diferent del que ella volia ser. Ana Ozores és conscient de l'escissió que ha patit, no reconeix a la dona d'avui a la nena d'abans, «aquell angelet que li semblava mort». Aquesta escissió entre el desig i la realitat, la voluntat de llibertat i la submissió al dictat de la conveniència social constitueixen l'eix de l'aventura vital d'Ana Ozores, en la qual encara periòdicament apareixen aquelles ànsies de llibertat que van ser brutalment reprimides.
L'educació d'Ana Ozores es desenvolupa en tres períodes: el primer a càrrec d'un institutriu cruel i brutal, la senyora Camila; el segon a càrrec del seu propi pare; l'últim quan cau en poder de les seves ties.
- L'educació que proporciona la senyora Camila a Ana és una educació «contra la natura», com ella mateixa reconeix, basada en la repressió dels instints i dirigida a anul·lar tota espontaneïtat i autonomia.
- Quan el senyor Carlos torna de l'emigració i es dedica personalment a l'educació de la seva filla, el canvi és massa brusc per a ella. El senyor Carlos era lliurepensador i es va proposar contrarestar la viciosa educació que Ana havia rebut de l'institutriu. Davant l'obscurantisme d'aquesta oposa una educació neutra que deixa que l'esperit d'Ana es desenvolupi lliurement, un «educació omnilateral i harmònica» en la qual trobem els ressons del krausisme. És en aquest període quan Ana entra en contacte amb la mitologia i llegeix les Confessions de Sant Agustí, el Càntic dels Càntics (versió de Sant Joan de la Creu), i les poesies de Fra Luis de León, que tanta influència tindrien al llarg de tota la seva vida, sobretot en els períodes de misticisme.
- A la mort del senyor Carlos, Ana cau sota la tutela de les seves dues ties solteres i beates; de nou l'obscurantisme i la repressió. És llavors quan Ana comença a manifestar les seves tendències i aspiracions personals que, una per una, seran tallades tot just quan apareix el seu brot.

En casar-se amb el senyor Víctor Quintanar, Ana Ozores ha deixat de ser aquella nena de quatre anys de la qual encara es recorda i comença a ser la Regenta. Per a això ha hagut de renunciar, una per una, a totes les seves aspiracions i vocacions, ajustant-se al model que les seves ties i la societat de Vetusta havien tramat per endavant.

### La religió
La Regenta és la història d'un triangle amorós al qual Quintanar, el marit, roman notòriament aliè fins al desenllaç final, en el qual un dels contendents per l'amor d'Ana Ozores és un sacerdot (element, d'altra banda, comú en la literatura de l'època, com es pot veure en obres com El crim del pare Amaro (1875) de José Maria Eça de Queiroz). Aquest element presenta un interessant paral·lelisme entre adulteri i sacrilegi, alhora que exposa la veritable tragèdia de la història: dos esperits superiors, dues ànimes bessones condemnades a no estar mai juntes (l'un, pels seus vots de celibat, l'altra, per seus vots matrimonials). Com escriu Gonzalo Sobejano:
| « | Al fons de les diferències que separen Ana Ozores i Fermín de Pas, pot observar-se el paral·lelisme dels seus destins: òrfena de mare, orfe de pare; infància somiadora, infància estudiosa; inspiracions d'ella, aspiracions d'ell; orientació de les seves ànimes cap a l'amor total; poder de la temptació; reflexivitat inesgotable; intensitat dels sentiments primaris i dels sentiments sense nom; fatal discrepància amb el medi (supravetustencs, tots dos entre la monstruosa grisor dels vetustencs); inadaptació; fi desesperat. | » |

No poques crítiques feministes han destacat la importància de l'Església en La Regenta com a reflex de la gran influència de l'estament eclesiàstic en la societat espanyola de l'època. Segons Biruté Ciplijauskaité (citada per Isabel Navas Ocaña) Clarín es desvia del triangle amorós clàssic i «opta pel rectangle, posant en el primer pla no la vacil·lació entre el marit i el seductor, sinó la lluita entre dos rivals» (Álvaro Mesía i Fermín de Pas), i d'aquesta manera «enfronta el poder civil i l'eclesiàstic [...], mostrant que en els dos casos es tracta menys de la conquesta d'una dona que de la dictadura de la ciutat».
Clarín, home profundament religiós, reflecteix a La Regenta la lluita entre l'esperit i la matèria, entre l'ànima i el cos, entre l'imperatiu moral i la realitat social. Ni Ana Ozores és una adúltera per naturalesa, ni el Magistral és un home moralment corrupte: tots dos són víctimes de la societat en què viuen. En una societat falsa i hipòcrita no hi ha lloc per l'autenticitat dels sentiments, cadascú ha de complir el seu paper de cara a el món. No hi ha lloc per a la veritat. Per això, quan l'adulteri d'Ana Ozores es resol dramàticament, tots li tornaran l'esquena. L'adulteri està bé mentre es guardin les formes, el que es valora no és la virtut sinó la dissimulació.
Com a contrapunt al fred dogmatisme del senyor Fermín del Pas i al seu ateisme «de facto», Clarín ens presenta la figura del bisbe, don Fortunato Camoirán, un home humil i piadós que no aconsegueix emocionar a la parròquia en els seus sermons elevats i plens de fe sincera; cosa que sí aconsegueix el Magistral qui, no obstant això, ell sap que és moralment inferior al prelat.

### La política
La Regenta suposa una crítica irònica però despiada a les institucions i al sistema polític sorgits de la Restauració. El funcionament de la maquinària política a Vetusta queda descrit en el capítol viii. El sistema pretesament parlamentari de la Restauració està viciat pel caciquisme, però en Vetusta, el cacic conservador (el marquès de Vegallana) i el liberal (Álvaro de Mesía), que haurien de defensar els seus «ideals» (paraula usada sens dubte de forma irònica per l'autor) són grans amics i s'entenen a la perfecció. La conclusió cau pel seu propi pes: a Vetusta (i per tant, a l'Espanya de l'època) el sistema està doblement corromput.

### La família
Clarín defensa (inicialment a La Regenta i, molt més ferotgement, en Su único hijo, la seva segona novel·la) una «religió de la família», enunciada, irònicament, pel personatge ateu de Vetusta, qui, en el capítol xxvi, es confessa: «Finalment sí que existeix una religió, la de la llar». La maternitat frustrada d'Ana, l'absència d'una figura materna en la seva infància, poden presentar-se com la gènesi del seu infortuni: on no hi ha família, no hi ha redempció possible. Resulta interessant comprovar com Ana manifesta sempre la seva adolorida i intensa emotivitat per mitjà de relacions de parentiu (estima al senyor Víctor com un pare, al Magistral com un germà ...). Més endavant, aquesta ideologia de Clarín evolucionarà cap a un pensament espiritualista proper a la Resurrecció (1899) de Tolstoi.

## Publicació i acollida
Conegut i temut crític literari del seu temps, Clarín es va dedicar gairebé en secret en la redacció de la seva primera novel·la, no confiant la seva tasca ni als seus més íntims amics fins que al maig de 1884 entrega al seu editor el manuscrit del primer volum, tot just acabat. L'editorial Cortezo de Barcelona publica el primer volum de La Regenta el 1884; però, la seva comercialització en llibreries no s'inicia fins a gener de l'any següent.
Al maig de 1885, tot just sis mesos després, Clarín dona per finalitzat el segon volum de la seva obra, que veurà la llum al juliol d'aquest mateix any. El mateix Clarín és plenament conscient d'haver escrit una obra mestra; al maig, li escriu al seu amic José Quevedo:
| « | Si veiessis quina emoció tan estranya la d'acabar per primera vegada a la vida (als trenta-tres anys) una obra d'art! | » |

Ja des de la seva primera publicació, La Regenta va aixecar polèmica, arribant a ser censurada pel bisbe d'Oviedo en una carta pastoral, a la qual Clarín no va dubtar a respondre amb sòlids arguments, que van portar a la reconciliació de tots dos. Altres autors contemporanis van arribar a acusar l'autor de plagi, pels paral·lelismes que hi ha entre La Regenta i Madame Bovary de Flaubert.
Les reaccions d'altres autors consagrats de l'època van ser desiguals. Existia, entre els literats contemporanis, una justificada i morbosa expectació de presenciar el possible fracàs literari del temut crític; Emilia Pardo Bazán escriu, poc abans de la publicació de la novel·la, en una carta a Josep Yxart:
| « | Ja sé que s'editarà una novel·la de Clarín. Desitjo molt llegir-la, a veure si l'eximi crític és també narrador. | » |

José María de Pereda, amic personal de Clarín, escriu a Benito Pérez Galdós:
| « | Quanta gràcia i quant enginy hi ha malbaratats en aquestes pàgines! Podrà allò no ser un model de novel·la, i per a mi per descomptat no ho és; però cap que ho consideri amb ànim serè deixarà de reconèixer que en Clarín hi ha un novel·lista d'empenta, que amb una mica de judici i d'imparcialitat pot fer grans coses. | » |

Per la seva banda, en una carta al propi Clarín, Menéndez Pelayo celebra el seu estil:
| « | (...) m'ha semblat completament madur, i molt més ampli i flexible que el que havia fet servir vostè en les seves obres crítiques. La prosa de vostè ha guanyat molt en precisió, i al mateix temps en suc i en virtut descriptiva, fent-se més densa i més plena de coses. | » |

La premsa també es va fer molt ressò de la publicació de la novel·la, tant pel mateix valor de l'obra com pel renom com a crític de l'autor. Crítics com Jacinto Octavio Picón o Antonio Lara Orlando, la van valorar molt positivament ja des del primer volum, fent notar el «talent extraordinari» de Clarín. No obstant això, i malgrat els elogis que rep, tant d'eminents literats com d'alguns crítics, els principals diaris de l'època (El Imparcial i El Liberal), la reben amb fredor i calculada indiferència, negant-se a parlar-ne ni publicar crítica alguna. Tal rebuda pot ser sens dubte ser degut, d'una banda, a la parcialitat de Clarín com a crític i, de l'altra, a l'haver descrit sense gaire dissimulació persones reals com personatges de la novel·la. Com escriu el propi Clarín en una carta al seu amic Jacinto Octavio Picón:
| « | Fart pateixo jo les conseqüències d'haver donat cops de bastó als qui escriuen de crítica i haver elogiat només a qui no publica articles d'aquest gènere. Si el que en carta particular m'han escrit a mi Galdós, Castelar, Pereda, Emilia Pardo, Echegaray, Menéndez Pelayo, ho haguessin publicat, quin major èxit! En canvi, els enemics es van esplaiar al seu gust. | » |

### La Regentadurant el franquisme
Leopoldo Alas, com altres autors liberals de segle xix, va ser repetidament vetat per aquells que s'encarregaven de preservar els principis del nacionalcatolicisme i del règim polític en impresos i llibres. El seu discurs es va considerar perillós i inconvenient sota la dictadura. La Regenta va ser objecte de diversos expedients, i és interessant constatar que sempre es va considerar altament perillosa, fins i tot quan es va accedir a la seva publicació. El 1956, Alfredo Herrero Romero sol·licita permís per editar 2.000 exemplars de La Regenta. Se li denega seguint instruccions del censor, que afirma que l'obra no ataca el dogma però sí a la moral, a l'Església i als seus ministres, i explica:
| « | No s'assenyalen paràgrafs ni pàgines per no fer interminable la seva llista ja que és l'esperit de l'obra i a la lletra, tot absolutament censurable. | » |

A més es refereix a la «inveterada fòbia anticlerical» de l'autor, però admet que Clarín té una «ploma magistral» i que La Regenta és una «joia de la literatura».
La prohibició es va mantenir fins al 1962, en què es va obrir un nou expedient a instàncies d'Editorial Planeta. Aquest cop l'informe apareix signat per Manuel de la Pinta Llorente, lector a què se li deu la recomanació de consentir l'edició d'altres obres del segle xix d'atzarosa sort davant de la censura. El censor explica:
| « | És novel·la naturalista que reflecteix la vida a Oviedo, i que representa l'adquisició de l'art de detall, en el quadre de província espanyola, els caràcters (canonges, aristòcrates, empleats), s'analitzen detingudament, i sobre els quals s'alça el somriure irònic, intel·ligent, de l'autor. Certament, la novel·la respon a moltes de les seves pàgines a l'inveterat i groller anticlericalisme espanyol de llavors i d' «ara», però s'ha d'entendre que es tracta d'una novel·la d'un intel·lectual amb públic bastant restringit, i considerem una greu equivocació, malgrat censures anteriors negatives, prohibir aquesta obra, novel·la cabdal en la nostra lletres contemporànies. | » |

Així, l'obra ve a ser consentida gràcies exclusivament als seus extraordinaris mèrits artístics, tot i que es comenta la seva suposada adhesió a un anticlericalisme groller.

### En l'actualitat
En l'actualitat, se sol admetre que La Regenta és la millor novel·la espanyola de segle xix i la segona més important després del Quixot. Aquesta opinió ve avalada per les declaracions de indiscutits novel·listes i crítics, com Mario Vargas Llosa i Gonzalo Sobejano, respectivament. A més es reconeix en aquest relat un «significat moral profundament cristià»; l'obra vindria a il·lustrar «la infinita aspiració amorosa de l'ànima en la diària lluita contra un món corromput que barreja, trastoca i envileix l'apetit de la carn i l'ansietat de Déu». Per a Gonzalo Torrente Ballester:
| « | La Regenta ens interessa encara ... El destí d'Ana Ozores, la gent que l'envolta, les causes de la seva desgràcia ens interessen per si mateixes, no perquè hagin constituït la realitat moral i social d'una ciutat europea d'un temps determinat. | » |

El centenari de la publicació, en els anys 1984 i 1985, es va celebrar amb entusiasme en els àmbits acadèmics d'Espanya i dels Estats Units d'Amèrica.

### Traduccions
Malgrat la seva indubtable valor literari i artístic, La Regenta va ser exclosa de la majoria dels cànons literaris espanyols per motius polítics; la qual cosa, sens dubte, va impedir que s'arribés a un merescut prestigi a nivell internacional. La novel·la no va començar a ser traduïda fins ben avançat el segle xx.
| Llengua    | Any                          | Títol                    |
| ---------- | ---------------------------- | ------------------------ |
| Alemany    | 1985, 1987, 1988, 1990, 2008 | Die Präsidentin          |
| Anglès     | 1984                         | La Regenta               |
| Asturià    | 2018                         | La Rexenta               |
| Búlgar     | 2003                         | Regentkata               |
| Croat      | 2003                         | Regenta                  |
| Francès    | 1987                         | La Régente               |
| Neerlandès | 1992, 2002, 2008             | La Regenta               |
| Noruec     | 1995, 1997                   | Rettspresidentens hustru |
| Portuguès  | 1988                         | A corregedora            |
| Serbi      | 2005                         | Regenta                  |
| Suec       | 1986, 1988                   | Presidentskan            |
| Txec       | 2002                         | Regentka                 |
| Xinès      | 2002                         | Tingzhang furen          |

L'èxit de crítica va augmentant en cadascuna d'aquestes traduccions, però tot i així el coneixement de Clarín fora d'Espanya és encara massa recent i massa incomplet. La traducció més recent és la realitzada en asturià per l'escriptor asturià Víctor Suárez Piñero el 2018.
John Rutherford, professor de Literatura Espanyola a la Universitat d'Oxford i traductor de La Regenta i El Quixot entre altres obres, explica que la iniciativa va partir de l'editorial Penguin:
| « | (...) va donar la casualitat que en aquells moments l'editorial Penguin estava plantejant-se la necessitat de dur a l'anglès una obra important per a la literatura com és La Regenta, que fins llavors era pràcticament desconeguda per al públic britànic perquè no existia una edició en el seu idioma. I com en aquella època jo estava començant a publicar articles sobre l'obra, es van posar en contacte amb mi i em van parlar de la possibilitat d'encarregar-me a mi la traducció de La Regenta. No vaig haver de pensar-ho molt: em semblava meravellós tenir l'oportunitat de traduir una novel·la d'aquesta categoria. Ara crec que va ser una decisió molt atrevida, gairebé temerària ... | » |

La traducció al txec, publicada el 2002, va ser realitzada pel prestigiós hispanista Eduard Hodoušek, que va invertir més de dos anys en la tasca i va haver d'esperar gairebé vint fins a veure el seu treball publicat.
Segons Yvan Lissorgues, coordinador de l'edició francesa,
| « | La motivació de la traducció (al francès) és la vergonya; sí, la vergonya que el país veí d'Espanya, la cultura més familiar a Clarín, fos l'última a traduir La Regenta. Recordo que en el (...) congrés clarinià de Barcelona de 1984 (...) estava a punt de sortir l'edició anglesa i els col·legues ens deien: «Però, i a França, quan?» | » |

## Adaptacions
Al llarg de segle xx, l'obra ha estat adaptada a diferents mitjans amb èxit desigual. Va ser portada al cinema en l'any 1974, dirigida per Gonzalo Suárez, produïda per Emiliano Piedra i amb guió de Juan José Porto. Aquesta adaptació havia estat anteriorment proposta a Luis Buñuel, però el projecte no va poder dur-se a terme a causa de les traves imposades per la censura espanyola de l'època. També Orson Welles va estar breument interessat en la idea, després d'haver treballat amb Emiliano Piedra en Campanades a mitjanit (1965). Finalment va ser Gonzalo Suárez l'elegit per dur a terme la pel·lícula, malgrat les reticències d'alguns que li qualificaven de «massa experimental». Sobre l'elecció de director, el crític de cinema Miguel Marías va arribar a declarar:
| « | No només la novel·la de Clarín és inadaptable al cinema, sinó que, a priori, resultava difícil trobar en el cinema espanyol a un director menys idoni que Suárez per portar a bon port aquesta empresa, sobretot sent nul·la la relació de l'autor de Ditirambo amb el «cinema literari de prestigi» i els seus esquemes narratius. | » |

La pel·lícula, amb l'actriu Emma Penella donant vida a Ana Ozores, va ser estrenada al festival de cinema de Moscou d'aquell any, on va obtenir un gran èxit de crítica. Gonzalo Suárez va tornar a reprendre el tema clarinià el 2007 amb la seva pel·lícula Oviedo Express, que narra una història similar a la de Su único hijo ambientada en una adaptació teatral de La Regenta en un teatre d'Oviedo. L'any 2010 diversos mitjans van publicar informació al voltant d'un suposat projecte del director José Luis Garci de rodar un docudrama en 3D sobre La Regenta, finançat pel Principat d'Astúries, però la producció no es va dur finalment a terme.
Una versió actualitzada de La Regenta, amb direcció de Marina Bollaín, va ser portada al teatre en l'any 2012. En aquesta adaptació, l'acció transcorre en un plató de televisió, on Ana Ozores, la respectada dona d'un polític, es veu exposada a l'escarment i la humiliació públics per Fermín, el seu major confident. L'obra es va estrenar a Avilés el 23 de març de 2012, després de la qual cosa va estar de gira per diferents teatres de tot Espanya.
L'adaptació televisiva de La Regenta va ser estrenada al primer canal de TVE el 17 de gener de 1995, convertint-se en una de les sèries de més èxit d'aquell any. La producció, protagonitzada per Aitana Sánchez-Gijón i Carmelo Gómez en els papers d'Ana i el Magistral, respectivament, va costar uns 50 milions de pessetes. L'adaptació va anar a càrrec de Fernando Méndez-Leite, que va invertir en el projecte més de sis anys, arribant a escriure fins a dotze versions diferents del guió. Originalment, la sèrie hauria tingut deu capítols, però per problemes de pressupost va reduir-la a una minisèrie de tres episodis.
La Regenta va ser també adaptada a la novel·la gràfica pel dibuixant asturià Isaac del Rivero. L'obra, de més de 300 pàgines, va ser publicada per l'editorial Esmena el 1998 i, segons el mateix autor, li deu molt en el disseny dels personatges a l'adaptació televisiva.
L'any 2000, el periodista i escriptor Ramón Tamames va publicar La segona vida d'Anita Ozores, una continuació de la novel·la de Clarín. Sobre la novel·la, va escriure Francisco Umbral:
| « | Ramón Tamames, en un nou gest de brillant gosadia literària, li roba a Clarín el personatge d'Anita Ozores per fer passar pels bells ulls d'aquella dona tot el que Ramon vol dir, crear, recrear, inventar, historiar, cronificar, sobre la Espanya de llavors. Aquesta nova Anita Ozores, encara que tingui molt de l'anterior, és sobretot un catalitzador que utilitza el novel·lista per servir-nos el retrat d'un temps, d'uns personatges, d'un llarg moment de la història d'Espanya. | » |

També es va estrenar un Musical al Teatre Campoamor (a Oviedo, la ciutat natal de La Regenta), «La Regenta, El Musical» el juliol de 2012, escrita i composta per Sigfrido Cecchini, amb la direcció escènica d'Emilio Sagi.